# 三好祐樹
三好 祐樹（みよし ゆうき　1985年11月21日 - ）は、愛知県一宮市出身の競艇選手。
登録番号4671。身長161cm。体重47kg。血液型B型。第109期。愛知支部所属。
同期に芦村幸香、楠原翔太、守屋大地らがいる。愛知県立小牧工業高等学校卒業。

## 来歴
- 競艇選手になる前は海上自衛隊員であり、新潟県中越沖地震の災害派遣に行った経歴がある[1]。
- 海上自衛隊では航海科に所属し、艦艇の操舵、手旗、モールス信号、ラッパ等を担当していた。
- 自衛隊体力検定1級。
- やまとリーグ勝率6.83　準優出5回　優出4回　優勝2回(第2戦、第4戦)。
- 第2戦は、8レース成績2.2.2.2.1.1.2.1着のオール2連対での優勝。
- 第4戦は、12レース成績3.1.2.2.2.S1.2.1.1.3.3.1着のS1の他、オール3連対での優勝。
- 第109期 優秀訓練生。
- 卒業記念競走では、予選トップで準優1号艇で出走するも、自ら外コースに行き、まくりで1着となるが、歴代初の準優1着で優出しなかった。
- デビュー期B1級あっせん。
- デビュー期の平均展示順位は1545人中、8位を記録した[2]。
- 2019年前期の平均展示順位は1610人中、1.27で1位を記録した(2位 1.51、3位 1.53)。
- 江戸川競艇場で展示タイムの歴代レコードを6.28秒で更新した。
- 蒲郡競艇場でのデビュー戦直後のインタビューで「海上自衛隊の艦艇はナカシマプロペラなので、どうしてもナカシマでデビューしたかったんです！」と語った[3]。

## 人物・エピソード
- 体脂肪率は3～5％を維持している。
- 両利き[4]。
- 両手共に覇王線がある。
- 特技はバク転、バク宙。
- ヒーローショーのアルバイトの経験があり、グリーン役でバク転やバク宙などのアクロバットを担当していた。
- 街中で電子音やフラッシュ等があると、モールス信号だと感じて解読してしまう。
- 競馬の騎手と親交があり、好きな競走馬はヒカルイマイ。
- 趣味はバイクで愛車はNSR250R、NS50F、ホンダ・モンキー、ゴリラ、ホンダ・ダックスST70、モトコンポ。

## 資格・免許
- 大型自動車
- 大型特殊
- 大型自動二輪
- けん引
- 中型自動車第二種[5]
- 危険物取扱者乙種第1,2,3,4,5,6類
- クレーン運転士
- 玉掛け
- ボイラー取扱者
- ガス溶接
- 高所作業車
- フォークリフト運転者
- 一級小型船舶操縦士
- 特殊小型船舶操縦士